# Кастерин, Николай Петрович
Николай Петрович Кастерин (1869 — 1947) — российский и советский физик, ученик А. Г. Столетова.

## Биография
Родился в Калужской губернии, отец — лесничий. С 1888 по 1892 год обучался на физико-математическом факультете Московского университета, затем был оставлен А. Г. Столетовым на кафедре физики. С 1894 года исполнял обязанности лаборанта физической лаборатории университета.
С 1896 по 1898 год находился в заграничной командировке, сначала слушал лекции в Берлинском университете, затем год работал в том же университете у профессора Варбурга. После этого работал в лаборатории Камерлинг-Оннеса в Лейденском университете, занимался акустикой, в частности, дисперсией звуковых волн в металлах при низкой температуре.
В 1898 году вернулся в Москву и был назначен внештатным лаборантом, а в 1899 году — приват-доцентом Московского университета. В 1905 году представил магистерскую диссертацию «О распространении волн в неоднородной среде», за которую ему советом Московского университета была сразу присвоена степень доктора физики.
В 1906 году в Новороссийском университете был избран ординарным профессором и заведующим (до 1922) кафедры физики. В это же время работал и в других учебных заведениях Одессы.
В 1922 году прибыл в Москву, в Институт биофизики. С 1930 года был консультантом в различных НИИ (ЦАГИ, Ангарстрой, Всесоюзный институт стройматериалов и др.).
В своей автобиографии он писал: «своими научными стремлениями во многом обязан — в гимназии преподавателю физики Сергею Васильевичу Щербакову, основателю Нижегородского кружка любителей физики и астрономии, в университете профессорам Александру Григорьевичу Столетову, Николаю Егоровичу Жуковскому и Петру Николаевичу Лебедеву».
Похоронен в Москве на Новодевичьем кладбище.

## Научная деятельность
Со второго курса приступил к занятиям в физической лаборатории МГУ, обратив на себя внимание профессоров А. П. Соколова и А. Г. Столетова. На 3-м и 4-м курсах исследовал поверхностное натяжение жидкостей при повышенных температурах, опубликовав на эту тему две статьи в журнале Русского физико-химического общества (ЖРФХО) за 1893 год. Общество любителей естествознания в 1892 году присудило ему премию имени Мошнина.
После 1919 года опубликовал ряд работ, в которых считал несостоятельной теорию относительности и утверждал, что опыт Майкельсона в частности и теория света в целом могут быть непротиворечиво объяснены на основе классической физики, а основные уравнения аэродинамики для газа-эфира — обобщены на электродинамику
. За это подвергся критике научного сообщества.
Работал в московском университете, проводил исследования в области вихревого движения. Опубликовал более 40 научных работ по вопросам теоретической физики, Липпмановской цветной фотографии и дисперсии света.
Летом 1944 года деятельность Н. П. Кастерина была подвергнута критике со стороны сообщества физиков АН СССР.
11 июля В. М. Молотову от имени А. Ф. Иоффе было направлено письмо четырёх академиков. В этом письме деятельность Н. П. Кастерина и А. К. Тимирязева были выставлены показательным примером лженауки.
Перевёл на русский язык книги: Лоренц «Курс физики», Макс Планк «Курс теоретической физики», Сведберг «Вырождение энергии».

## Семья
Жена — Екатерина Фёдоровна (1870—1941), преподаватель музыки в Музыкальном техникуме им. Гнесиных.
Дочь — Анна (1898—1947), инвалид детства.